# Sec-بوتیل‌آمین
سک-بوتیل‌آمین (به انگلیسی: Sec-Butylamine) با فرمول شیمیایی C۴H۱۱N یک ترکیب شیمیایی با شناسه پاب‌کم ۲۴۸۷۴ است. که جرم مولی آن 73.14 g/mol می‌باشد. شکل ظاهری این ترکیب، مایع بی‌رنگ با عطر آمین است.